# Michael Bloss
Michael Bloss (ur. 6 listopada 1986 w Filderstadt) – niemiecki polityk, deputowany do Parlamentu Europejskiego IX i X kadencji.

## Życiorys
Studiował stosunki międzynarodowe, problematykę globalizacji oraz afrykanistykę na uczelniach w Wiedniu, Dreźnie, Dar es Salaam, Londynie i Berlinie. Od 2009 związany z ugrupowaniem Zielonych. Pełnił różne funkcje w strukturach partii i jej organizacji młodzieżowej. Pracował w strukturach ONZ, później eurodeputowana Ska Keller zatrudniła go na stanowisku referenta w Europarlamencie. W latach 2013–2015 był rzecznikiem Federacji Młodych Zielonych Europejskich. W 2017 wybrany na jednego z dwóch rzeczników BAG Frieden und Internationales, think tanku działającego w ramach Zielonych i zajmującego się kwestiami pokoju oraz stosunków międzynarodowych.
W wyborach w 2019 z listy swojego ugrupowania uzyskał mandat eurodeputowanego IX kadencji. Z powodzeniem ubiegał się o poselską reelekcję w 2024.